# Кулчукбаев, Кунжарик
Кунжари́к Кулчукба́ев, другой вариант — Кульжары́к Кулчикба́ев (1892, с. Каратал, Семиреченская область, Туркестанский край, Российская империя — 1960, с. Каратал, Кировский район, Талды-Курганская область, Казахская ССР) — старший чабан колхоза имени Тельмана Каратальского района Талды-Курганской области, Казахская ССР. Герой Социалистического Труда (1948). Депутат Верховного Совета Казахской ССР 3-го созыва.

## Биография
Родился в 1892 году в крестьянской семье в селе Каратал Семиреченской области (ныне — Коксуский район).
С раннего возраста трудился в сельском хозяйстве. Во время коллективизации вступил в местную сельскохозяйственную артель, которая позднее была реорганизована в колхоз имени Тельмана Каратальского района. Трудился чабаном, старшим чабаном.
Ежегодно показывал высокие трудовые результаты в овцеводстве. В 1947 году вырастил 516 ягнят от 402 курдючных овцематок. Средний вес ягнёнка к отбивке составил 41 килограмм. Указом Президиума Верховного Совета СССР от 23 июля 1948 года удостоен звания Героя Социалистического Труда за «получение высокой продуктивности животноводства в 1947 году» с вручением ордена Ленина и золотой медали «Серп и Молот» (№ 2652).
Избирался депутатом Верховного Совета Казахской ССР 3-го созыва (1951—1955).
После выхода на пенсию проживал в родном селе Каратал. Умер в 1960 году.